# Cerro Blanco (métro de Santiago)
Pour l’article homonyme, voir Cerro Blanco.
Cerro Blanco est une station du Ligne 2 du métro de Santiago, dans la commune de Recoleta.

## Histoire
La station tire son nom de son emplacement près de l'intersection de l'avenue Recoleta et de la rue Santos Dumont, qui se trouve juste au-dessus.